# Golden Globe Awards 2002
Die 59. Verleihung der Golden Globe Awards fand am 20. Januar 2002 im Beverly Hilton Hotel in Beverly Hills, Kalifornien statt.

## Nominierungen und Gewinner im Bereich Film

### Bester Film – Drama
A Beautiful Mind – Genie und Wahnsinn (A Beautiful Mind) – Regie: Ron Howard
- Der Herr der Ringe: Die Gefährten (The Lord of the Rings: The Fellowship of the Ring) – Regie: Peter Jackson
- In the Bedroom – Regie: Todd Field
- Mulholland Drive – Straße der Finsternis (Mulholland Drive) – Regie: David Lynch
- The Man Who Wasn’t There – Regie: Joel Coen

### Bester Film – Musical/Komödie
Moulin Rouge (Moulin Rouge!) – Regie: Baz Luhrmann
- Bridget Jones – Schokolade zum Frühstück (Bridget Jones’s Diary) – Regie: Sharon Maguire
- Gosford Park – Regie: Robert Altman
- Natürlich blond (Legally Blond) – Regie: Robert Luketic
- Shrek – Der tollkühne Held (Shrek) – Regie: Andrew Adamson, Vicky Jenson

### Beste Regie
Robert Altman – Gosford Park
- Ron Howard – A Beautiful Mind – Genie und Wahnsinn (A Beautiful Mind)
- Peter Jackson – Der Herr der Ringe: Die Gefährten (The Lord of the Rings: The Fellowship of the Ring)
- Baz Luhrmann – Moulin Rouge (Moulin Rouge!)
- David Lynch – Mulholland Drive – Straße der Finsternis (Mulholland Drive)
- Steven Spielberg – A.I. – Künstliche Intelligenz (A.I. – Artificial Intelligence)

### Bester Hauptdarsteller – Drama
Russell Crowe – A Beautiful Mind – Genie und Wahnsinn (A Beautiful Mind)
- Will Smith – Ali
- Kevin Spacey – Schiffsmeldungen (The Shipping News)
- Billy Bob Thornton – The Man Who Wasn’t There
- Denzel Washington – Training Day

### Beste Hauptdarstellerin – Drama
Sissy Spacek – In the Bedroom
- Halle Berry – Monster’s Ball
- Judi Dench – Iris
- Nicole Kidman – The Others
- Tilda Swinton – The Deep End – Trügerische Stille (The Deep End)

### Bester Hauptdarsteller – Musical/Komödie
Gene Hackman – Die Royal Tenenbaums (The Royal Tenenbaums)
- Hugh Jackman – Kate & Leopold
- Ewan McGregor – Moulin Rouge (Moulin Rouge!)
- John Cameron Mitchell – Hedwig and the Angry Inch
- Billy Bob Thornton – Banditen! (Bandits)

### Beste Hauptdarstellerin – Musical/Komödie
Nicole Kidman – Moulin Rouge (Moulin Rouge!)
- Thora Birch – Ghost World
- Cate Blanchett – Banditen! (Bandits)
- Reese Witherspoon – Natürlich blond (Legally Blond)
- Renée Zellweger – Bridget Jones – Schokolade zum Frühstück (Bridget Jones)

### Bester Nebendarsteller
Jim Broadbent – Iris
- Steve Buscemi – Ghost World
- Hayden Christensen – Das Haus am Meer (Life as a House)
- Ben Kingsley – Sexy Beast
- Jude Law – A.I. – Künstliche Intelligenz (A.I. – Artificial Intelligence)
- Jon Voight – Ali

### Beste Nebendarstellerin
Jennifer Connelly – A Beautiful Mind – Genie und Wahnsinn (A Beautiful Mind)
- Cameron Diaz – Vanilla Sky
- Helen Mirren – Gosford Park
- Maggie Smith – Gosford Park
- Marisa Tomei – In the Bedroom
- Kate Winslet – Iris

### Bestes Drehbuch
Akiva Goldsman – A Beautiful Mind – Genie und Wahnsinn (A Beautiful Mind)
- Ethan und Joel Coen – The Man Who Wasn’t There
- Julian Fellowes – Gosford Park
- David Lynch – Mulholland Drive – Straße der Finsternis (Mulholland Drive)
- Christopher Nolan – Memento

### Beste Filmmusik
Craig Armstrong – Moulin Rouge (Moulin Rouge!)
- Angelo Badalamenti – Mulholland Drive – Straße der Finsternis (Mulholland Drive)
- Pieter Bourke, Lisa Gerrard – Ali
- James Horner – A Beautiful Mind – Genie und Wahnsinn (A Beautiful Mind)
- Howard Shore – Der Herr der Ringe: Die Gefährten (The Lord of the Rings: The Fellowship of the Ring)
- John Williams – A.I. – Künstliche Intelligenz (A.I. – Artificial Intelligence)
- Christopher Young – Schiffsmeldungen (The Shipping News)
- Hans Zimmer – Pearl Harbor

### Bester Filmsong
„Until“ aus Kate & Leopold – Sting
- „Come What May“ aus Moulin Rouge (Moulin Rouge!) – David Baerwald
- „May It Be“ aus Der Herr der Ringe: Die Gefährten (The Lord of the Rings: The Fellowship of the Ring) – Enya
- „There You’ll Be“ aus Pearl Harbor – Diane Warren
- „Vanilla Sky“ aus Vanilla Sky – Paul McCartney

### Bester fremdsprachiger Film
No Man’s Land (Ničija zemlja), Bosnien und Herzegowina – Regie: Danis Tanović
- Die fabelhafte Welt der Amélie (Le fabuleux destin d’Amélie Poulain), Frankreich – Regie: Jean-Pierre Jeunet
- Hinter der Sonne (Abril Despedaçado), Brasilien – Regie: Walter Salles
- Monsoon Wedding, Indien – Regie: Mira Nair
- Y Tu Mamá También – Lust for Life (Y Tu Mamá También), Mexiko – Regie: Alfonso Cuarón

## Nominierungen und Gewinner im Bereich Fernsehen

### Beste Fernsehserie – Drama
Six Feet Under – Gestorben wird immer (Six Feet Under)
- Alias – Die Agentin (Alias)
- CSI: Den Tätern auf der Spur (CSI: Crime Scene Investigation)
- Die Sopranos (The Sopranos)
- The West Wing – Im Zentrum der Macht (The West Wing)
- 24

### Bester Darsteller in einer Fernsehserie – Drama
Kiefer Sutherland – 24
- Simon Baker – The Guardian – Retter mit Herz (The Guardian)
- James Gandolfini – Die Sopranos (The Sopranos)
- Peter Krause – Six Feet Under – Gestorben wird immer (Six Feet Under)
- Martin Sheen – The West Wing – Im Zentrum der Macht (The West Wing)

### Beste Darstellerin in einer Fernsehserie – Drama
Jennifer Garner – Alias – Die Agentin (Alias) 
- Lorraine Bracco – Die Sopranos (The Sopranos)
- Amy Brenneman – Für alle Fälle Amy (Judging Amy)
- Edie Falco – Die Sopranos (The Sopranos)
- Lauren Graham – Gilmore Girls
- Marg Helgenberger – CSI: Den Tätern auf der Spur (CSI: Crime Scene Investigation)
- Sela Ward – Noch mal mit Gefühl (Once and Again)

### Beste Fernsehserie – Musical/Komödie
Sex and the City
- Ally McBeal
- Frasier
- Friends
- Will & Grace

### Bester Darsteller in einer Fernsehserie – Musical/Komödie
Charlie Sheen – Chaos City (Spin City)
- Thomas Cavanagh – Ed – Der Bowling-Anwalt (Ed)
- Kelsey Grammer – Frasier
- Frankie Muniz – Malcolm mittendrin (Malcolm in the Middle)
- Eric McCormack – Will & Grace

### Beste Darstellerin in einer Fernsehserie – Musical/Komödie
Sarah Jessica Parker – Sex and the City
- Calista Flockhart – Ally McBeal
- Jane Kaczmarek – Malcolm mittendrin (Malcolm in the Middle)
- Heather Locklear – Chaos City (Spin City)
- Debra Messing – Will & Grace

### Beste Miniserie oder bester Fernsehfilm
Band of Brothers – Wir waren wie Brüder (Band of Brothers)
- Anne Frank (Anne Frank: The Whole Story)
- Die Wannseekonferenz (Conspiracy)
- Life with Judy Garland: Me and My Shadows
- Wit

### Bester Darsteller in einer Miniserie oder einem Fernsehfilm
James Franco – James Dean
- Kenneth Branagh – Die Wannseekonferenz (Conspiracy)
- Ben Kingsley – Anne Frank (Anne Frank: The Whole Story)
- Damian Lewis – Band of Brothers – Wir waren wie Brüder (Band of Brothers)
- Barry Pepper – 61*

### Beste Darstellerin in einer Miniserie oder einem Fernsehfilm
Judy Davis – Life with Judy Garland: Me and My Shadows
- Bridget Fonda – After Amy
- Julianna Margulies – Die Nebel von Avalon (The Mists of Avalon)
- Leelee Sobieski – Uprising – Der Aufstand (Uprising)
- Hannah Taylor-Gordon – Anne Frank (Anne Frank: The Whole Story)
- Emma Thompson – Wit

### Bester Nebendarsteller in einer Serie, einer Miniserie oder einem Fernsehfilm
Stanley Tucci – Die Wannseekonferenz (Conspiracy)
- John Corbett – Sex and the City
- Sean Hayes – Will & Grace
- Ron Livingston – Band of Brothers – Wir waren wie Brüder (Band of Brothers)
- Bradley Whitford – The West Wing – Im Zentrum der Macht (The West Wing)

### Beste Nebendarstellerin in einer Serie, einer Miniserie oder einem Fernsehfilm
Rachel Griffiths – Six Feet Under – Gestorben wird immer (Six Feet Under)
- Jennifer Aniston – Friends
- Tammy Blanchard – Life with Judy Garland: Me and My Shadows
- Allison Janney – The West Wing – Im Zentrum der Macht (The West Wing)
- Megan Mullally – Will & Grace

## Miss Golden Globe
Haley Giraldo (Tochter von Neil Giraldo und Pat Benatar)